# Inazuma Eleven GO 2: Chrono Stone (jeu vidéo)
Inazuma Eleven GO Chrono Stones (イナズマイレブンＧＯ2 クロノ・ストーン, Inazuma Irebun GO 2 Kurono Sutōn) est un jeu vidéo de rôle développé et édité par Level-5 sur Nintendo 3DS. Cet épisode s'identifie à la série anime éponyme lancée précédemment la même année, Inazuma Eleven GO: Chrono Stone. Il est sorti le 13 décembre 2012 au Japon et le 27 mars 2015 en Europe. Le jeu est commercialisé en deux versions distinctes, Brasier (Neppū au Japon) et Tonnerre (Raimei' au Japon).

## Synopsis
Le jeu reprend basiquement le synopsis de la série. On y incarne Arion qui part chercher avec son nouvel allié Fei, un jeune garçon venant du futur, ainsi que l'équipe Inazuma les anciennes légendes de l'histoire (Oda Nobunaga, Jeanne d'Arc, Zhuge Liang, Liu Bei, Ryoma Sakamoto, Soji Okita, Papa, Big, Reine des dragons, le Roi Arthur et l'ouragan Zeta) dans le but de récolter leur pouvoir grâce au Mixi-Max. Leur route sera barrée par l'équipe du Protocole Oméga, des joueurs surentraînés venant du futur, menés successivement par Alpha, Beta, Gamma puis Zanark.
L'équipe d'Inazuma finira par récolter les pouvoirs des 11 légendes et deviendra l'équipe ultime, ils affronteront Siméon, le plus puissant joueur de la NU-GEN, dans un match final au tournoi de Ragnarok.
Une fois l'avanture terminée, il existe un arc où le joueur suit l'histoire de Flora et de l'équipe de vampires de Drakul ou Wolfram selon la version du jeu, tous deux débloquables.